# Hotel Novák
Hotel Novák byl jeden z prvních hotelů ve městě Kopřivnice (okres Nový Jičín v Moravskoslezském kraji).[zdroj?] Jednalo se o patrovou budovu obdélníkového půdorysu. V současné době slouží jako Dům podnikatelů. Nachází se na adrese Štefánikova 244.
Hotel byl dokončen v roce 1892 místním rodákem Janem Novákem. Vznikl rozšířením původního hostince a řeznictví. Po Janu Novákovi jej provozovala jeho dcera, později byl prodán podniku Tatra Kopřivnice. 
V hotelu také pobýval v roce 1907 Tomáš Garrigue Masaryk, který Kopřivnici v rámci svých cest po tehdejším Rakousko-Uhersku navštívil. Později byl podstatně přestavěn a zmodernizován; bylo dobudováno druhé patro pro původně jednopatrový hotel. 